# Sergej Bubka
Sergej Nazarovič Bubka (ukrajinsko Сергі́й Наза́рович Бу́бка), ukrajinski atlet, * 4. december 1963, Vorošilovgrad, Sovjetska zveza (danes Luhansk, Ukrajina).
Bubka je v skoku ob palici osvojil naslov olimpijskega prvaka na Olimpijskih igrah 1988 v Seulu, šest zaporednih naslovov svetovnega prvaka, 35-krat pa je popravljal svetovni rekord (17-krat zunaj in 18-krat v dvorani). Je prvi atlet, ki je ob palici preskočil višino šestih metrov. 3. julija 1994 je v Sestriereru postavil svetovni rekord s 6,14 metra, držal pa je tudi dvoranski svetovni rekord s 6,15 iz 21. februarja 1993 v Donecku. Večkrat je bil izbran za najboljšega atleta na svetu. 15. februarja 2014 je Renaud Lavillenie v dvorani postavil svetovni rekord v skoku ob palici s 6,16 m.
Leta 2012 je bil sprejet v novoustanovljeni Mednarodni atletski hram slavnih, kot eden izmed prvih štiriindvajsetih atletov.
Njegov brat Vasil je bil prav tako atlet, sin Sergej pa je tenisač.